# Politécnico (película de 2009)
Politécnico (título original Polytechnique) es una película canadiense de 2009 dirigida por Denis Villeneuve y con guion de Villeneuve y Jacques Davidts. Rodada en el Quebec y basada en la Masacre de la Escuela Politécnica de Montreal, la película recrea los acontecimientos del 6 de diciembre de 1989 a través de los ojos de dos estudiantes que presencian la irrupción de un hombre armado en el instituto politécnico con la intención de asesinar a las estudiantes mujeres.
Tras su estreno en el Quebec en febrero de 2009, fue presentada en el Festival de Cine de Cannes del mismo año. Recibió nueve Premios Genie, incluyendo el de Mejor película.

## Argumento
La película comienza con imágenes de un joven sentado sobre una cama que se apunta con su fusil y dispara. Por suerte, el arma no está cargada. A continuación, oculta el arma en bolsas de basura y conduce hasta la universidad.
Durante una clase en la Escuela Politécnica, el joven entra en un aula con el fusil de asalto. Tras varios disparos al techo, ordena que salgan los hombres y que permanezcan las mujeres. A continuación, grita su odio a las feministas y dispara contra las mujeres, matando a unas e hiriendo a otras. 
Una vez terminada la matanza, transita por los pasillos, la cafetería y otras aulas de la escuela, buscando específicamente mujeres a las que disparar. 
Uno de los estudiantes masculinos es Jean-François, que en vez de huir intenta una y otra vez parar al asesino y ayudar a las víctimas. Valérie y Stéphanie, dos mujeres supervivientes, se hacen las muertas pensando que el asesino ha vuelto. Una de ellas no podrá resistir y morirá debido a sus heridas. Al final, el joven asesino se suicida con su propia arma.
Al cabo de un tiempo, Jean-François, sintiéndose culpable de haber cumplido la orden de salir del aula y haber abandonado a las mujeres, se suicida por intoxicación con monóxido de carbono. Valérie, que lleva la Sortija de Hierro, la sortija profesional de los ingenieros canadienses, se entera de que está embarazada, planeando si es un hijo decirle que sea cariñoso y si es una hija que el mundo le pertenece.

## Reparto
- Maxim Gaudette: "El asesino", Marc Lépine
- Sébastien Huberdeau: Jean-François
- Karine Vanasse: Valérie
- Marie-Évelyne Baribeau: Estudiante
- Évelyne Brochu: Stéphanie
- Mireille Brullemans: Secretaria de la oficina de admisión
- Pierre-Yves Cardinal: Éric
- Larissa Corriveau: Vecina del asesino
- Sophie Desmarais: Estudiante
- Jonathan Dubsky: Estudiante
- Marina Eva: Estudiante
- Emmanuelle Girard: Estudiante
- Nathalie Girard: Estudiante
- Adam Kosh: Company de piso del asesino
- Manon Lapointe: Madre del asesino
- Pierre-Xavier Martel: Agente de seguridad
- Johanne-Marie Tremblay: Madre de Jean-François
- Anne Trudel: Estudiante

## Producción
Karine Vanasse, que hace de Valérie a la película y llevaba años queriendo hacer una película sobre la masacre, colaboró en la producción de Polytechnique. Va aconsenguir que Denis Villeneuve dirigiera la película, quien ya era conocido por haber realizado la película Maelström en 2000. A pesar de la sensibilidad social existente respecto del ataque terrorista en el Quebec, Villeneuve afirmó no ser pronto para hacer una película, y que  había una debate público importante a tener en cuenta.
Vanasse investigó hablando con las familias de las mujeres asesinadas a la Escuela Politécnica de Montreal. A la película, una de las mujeres le dice al asesino que las estudiantes no son feministas.

### Rodaje

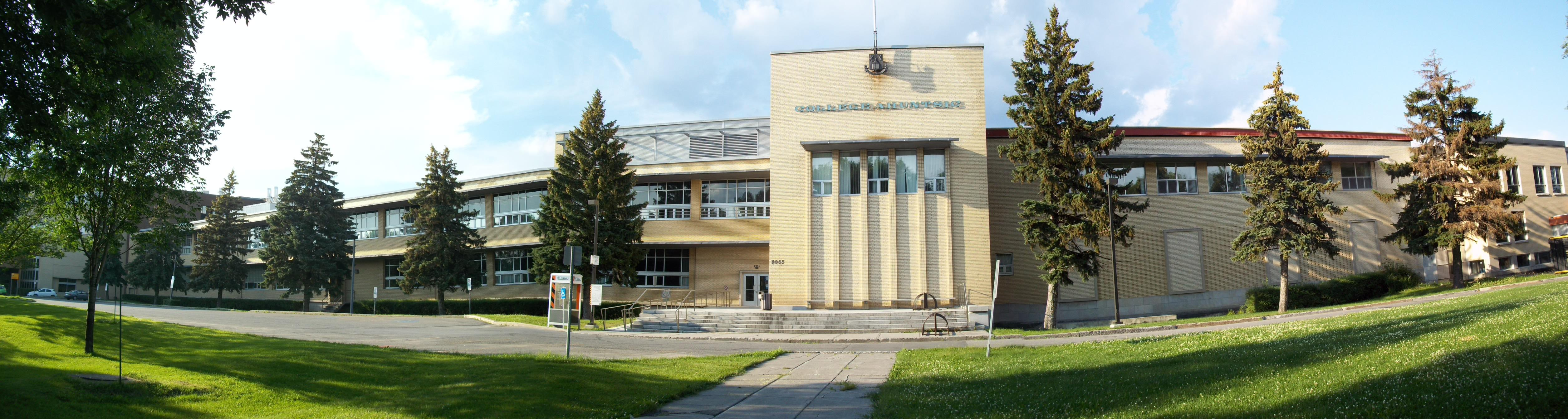
Collège Ahuntsic donde se rodó la película

La Escuela Politécnica autorizó los cineastas a utilizar el campus como localización, pero Villeneuve optó para no hacerlo por respeto. La película fue rodada al Collège de Maisonneuve y al Collège Ahuntsic, así como a Griffintown y Westmount. Villeneuve rodó la película en blanco y negro con objeto de evitar la presencia de sangre a la pantalla.
había dos versiones de la película, una en inglés y una en francés. El director Denis Villeneuve esperaba que la película entraría al mercado anglo-canadiense y en los EE. UU. Villeneuve afirmó que el trabajo era un reto por el trabajo y el equipo.
| Premio                            | Fecha de ceremonia      | Categoría                       | Nominado(s)                                                       | Resultado | Ref(s)      |
| --------------------------------- | ----------------------- | ------------------------------- | ----------------------------------------------------------------- | --------- | ----------- |
| Premios Genie                     | 12 de abril de 2010     | Mejor película                  | Maxime Rémillard y Don Carmody                                    | Ganador   | [ 3 ] [ 4 ] |
| Premios Genie                     | 12 de abril de 2010     | Mejor dirección                 | Denis Villeneuve                                                  | Ganador   | [ 3 ] [ 4 ] |
| Premios Genie                     | 12 de abril de 2010     | Mejor actriz                    | Karine Vanasse                                                    | Ganador   | [ 3 ] [ 4 ] |
| Premios Genie                     | 12 de abril de 2010     | Mejor actor secundario          | Maxim Gaudette                                                    | Ganador   | [ 3 ] [ 4 ] |
| Premios Genie                     | 12 de abril de 2010     | Mejor guion original            | Jacques Davidts                                                   | Ganador   | [ 3 ] [ 4 ] |
| Premios Genie                     | 12 de abril de 2010     | Mejor fotografía                | Pierre Gill                                                       | Ganador   | [ 3 ] [ 4 ] |
| Premios Genie                     | 12 de abril de 2010     | Mejor montaje                   | Richard Comeau                                                    | Ganador   | [ 3 ] [ 4 ] |
| Premios Genie                     | 12 de abril de 2010     | mejor sonido                    | Stéphane Bergeron, Pierre Blain, Yo Caron y Benoit Leduc          | Ganador   | [ 3 ] [ 4 ] |
| Premios Genie                     | 12 de abril de 2010     | Mejor edición de sonido         | Claude Beaugrand, Guy Francoeur, Carole Gagnon y Christian Rivest | Ganador   | [ 3 ] [ 4 ] |
| Premios Genie                     | 12 de abril de 2010     | Mejor banda sonora              | Benoît Charest                                                    | No        | [ 3 ] [ 4 ] |
| Premios Genie                     | 12 de abril de 2010     | Mejor maquillaje                | Djina Caron Y Martin Rivest                                       | No        | [ 3 ] [ 4 ] |
| Premios Iris                      | Marzo de 2010           | Mejor película                  | Polytechnique                                                     | No        | [ 5 ]       |
| Premios Iris                      | Marzo de 2010           | Mejor dirección                 | Denis Villeneuve                                                  | Ganador   |             |
| Premios Iris                      | Marzo de 2010           | Mejor actor secundario          | Maxim Gaudette                                                    | Ganador   |             |
| Premios Iris                      | Marzo de 2010           | Mejor fotografía                | Pierre Gill                                                       | Ganador   |             |
| Premios Iris                      | Marzo de 2010           | Mejor edición                   | Richard Comeau                                                    | Guanador  |             |
| Premios Iris                      | Marzo de 2010           | Mejor sonido                    | Pierre Blain, Claude Beaugrand y Stéphane Bergeron                | Ganador   |             |
| Premios Iris                      | Marzo de 2010           | Mejor banda sonora              | Benoît Charest                                                    | No        |             |
| Asociación de Críticos de Toronto | 16 de diciembre de 2009 | Premio al mejor film canadiense | Polytechnique                                                     | Ganador   | [ 6 ]       |